# 尼亚尼
尼亚尼（法語：Niani）是几内亚的一个村庄，位于该国东部的康康大区康康省。它坐落在桑卡拉尼河的左岸。它可能是历史上的马里帝国的首都。